# 4MATIC

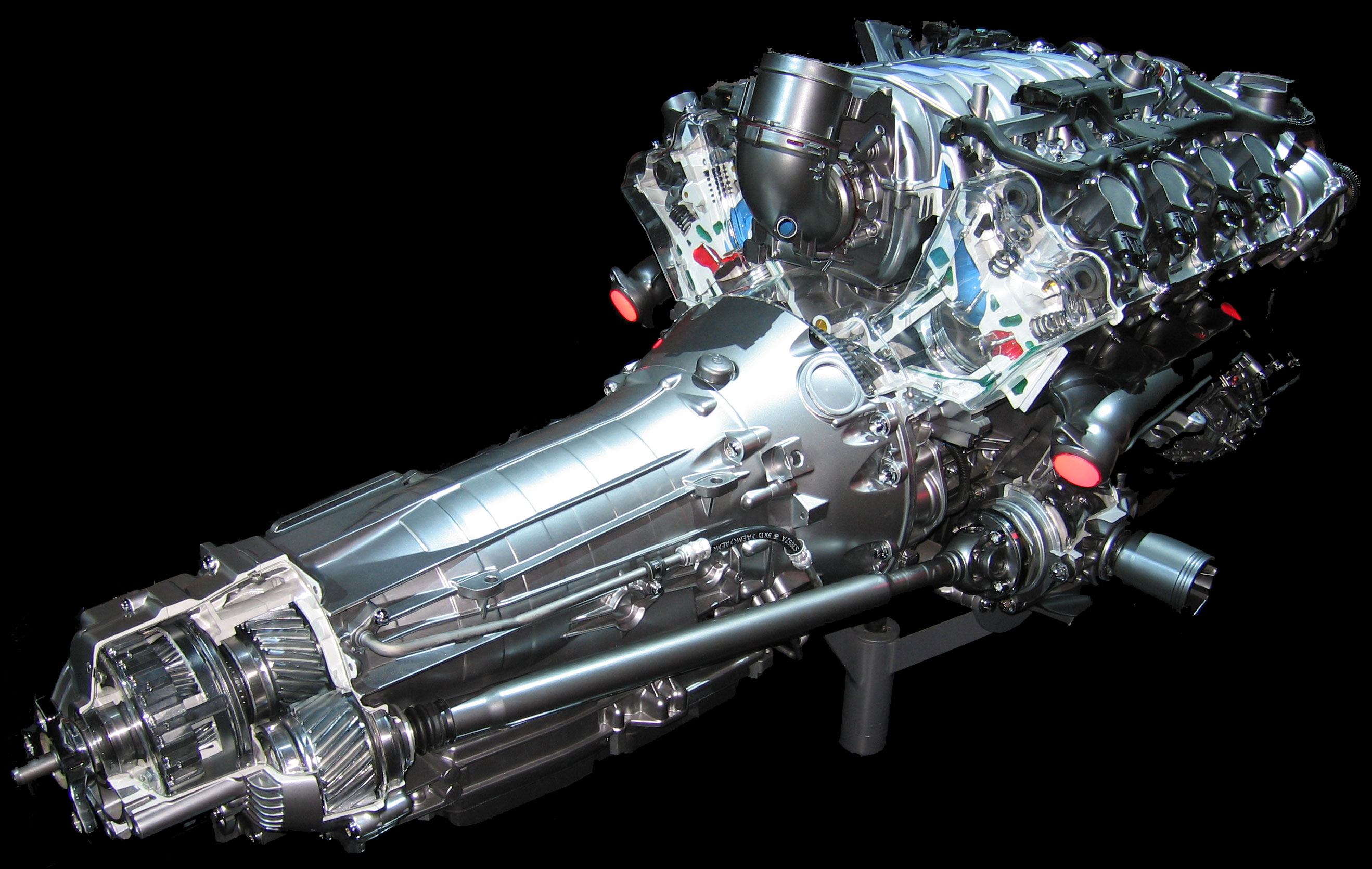
Коробка передач и двигатель V8 на приводе 4MATIC

4MATIC (от англ. 4-wheel drive и automatic) — маркетинговое наименование системы постоянного полного привода немецкого концерна Daimler AG, распределяющего крутящий момент на все колёса автомобиля. Технология разработана инженерами  Mercedes-Benz совместно с компанией Steyr-Daimler-Puch (ныне Magna Steyr), которая занималась сборкой G-класса в Австрии.
Почти все автомобили с системой полного привода 4MATIC оснащаются автоматической коробкой переключения передач. В настоящее время система 4MATIC подразделяется на два вида (для легковых автомобилей и внедорожников) и доступна на моделях A-, B-, C-, Е-, G-, S- (и бывшего CL), GLA-, GLK- (ныне GLC), M- (ныне GLE), GL- (ныне GLS), CLA-, CLS-классов, а также Vito (и Viano).
В 2016 году компания Mercedes-Benz представила новую модификацию полного привода под названием 4MATIC+ с возможностью отключения полного привода (в этом случае автомобиль становится заднеприводным).

## История

Схема системы на автомобиле Mercedes-Benz W124
1. Двигатель
2. Сцепление
3. Центральный дифференциал

История системы 4MATIC насчитывает 5 поколений. По сведениям компании-производителя, задолго до её появления (в 1903 году) немецкий инженер Пауль Даймлер составил первоначальные проекты для автомобилей с полным приводом. Уже в 1907 году компания DMG представила грузовик Dernburg-Wagen, который рассматривается как первый в мире грузовой автомобиль с полным приводом. В 1951 году начался выпуск четырёхколёсного грузовика Unimog, изначально предназначенного для сельскохозяйственного использования и оснащавшегося приводом на все колёса.
Первое поколение системы 4MATIC было представлено на Франкфуртском автосалоне 1985 года, а серийно появилось на Mercedes-Benz W124 в модификации 300E. Система включала в себя блокируемый межосевой дифференциал типа Ferguson с распределением крутящего момента 35/65 перед/зад и блокируемый задний межколёсный дифференциал 50/50.  Из соображений безопасности и стабильности управления передний дифференциал оставлен свободным. Блокировка дифференциалов осуществлялась гидроподжимными муфтами; включение муфт — посредством быстродействующей электрогидравлической системы, а управление всей системой — собственным компьютером по данным от датчиков скоростей 3-х канальной АБС и датчика поворота руля. Предполагались три последовательных режима работы: 1) оба дифференциала свободны; 2) межосевой дифференциал заблокирован; 3) заблокированы и межосевой и задний межколёсный дифференциалы (информация о наличии переходных режимов отсутствует). При торможении оба дифференциала разблокировались. Соотношение крутящих моментов 35/65 перед/зад делало машину практически заднеприводной для водителя, а срабатывание системы в режимах 2 и 3 в первую очередь было направлено на уверенный разгон, а не на активную езду с боковыми скольжениями . Система 4MATIC была доступна как опция весь период выпуска серии W124, и не только на модели 300E, но и вообще на всех её модификациях с 2,6 и 3,0-литровыми шестицилиндровыми бензиновыми и дизельными двигателями. На модификациях с четырёх и восьмицилиндровыми бензиновыми силовыми агрегатами и пятицилиндровым дизельным мотором полный привод 4MATIC не применялся.
Второе поколение нашло своё применение на автомобиле Mercedes-Benz W210 с 1997 года. Модель по заказу оснащалась постоянным полным приводом с дифференциалами свободного типа и симуляцией блокировки межосевых дифференциалов при помощи системы контроля тяги. Противопробуксовочный контроль достигался при помощи технологии ETS. Система устанавливалась только на автомобили с левосторонним расположением рулевого колеса. В качестве стандартного оснащения технология присутствовала на моделях M-класса (W163), запущенных в продажу с 1997 года.
Третье поколение появилось в 2002 году на автомобилях С- (W203), Е- (W211) и S-классов (W220). На них устанавливался постоянный полный привод и дифференциалы свободного типа. Движение автомобиля контролируется системой курсовой устойчивости. Дополнительно может включать систему контроля тягового усилия.
4MATIC в четвёртом поколении был представлен на автомобиле S550 4MATIC 2006 года.
В 2013 году было представлено 5-е поколение системы 4MATIC. Если раньше передняя ось отбирала мощность у задней, то в новой версии всё наоборот: привод является не постоянным, а подключаемым. Первыми автомобилями, на которые установили новое поколение 4MATIC, стали CLA 45 AMG и Mercedes-Benz GL 500.
В 2016 году концерн Daimler AG анонсировал высокопроизводительную модель E63 AMG S 4MATIC+ (W213) с новой версией отключаемого полного привода. Многодисковая муфта с электронным управлением данной модификации позволяет полностью отключать передачу усилия на передние колёса автомобиля.

## Описание

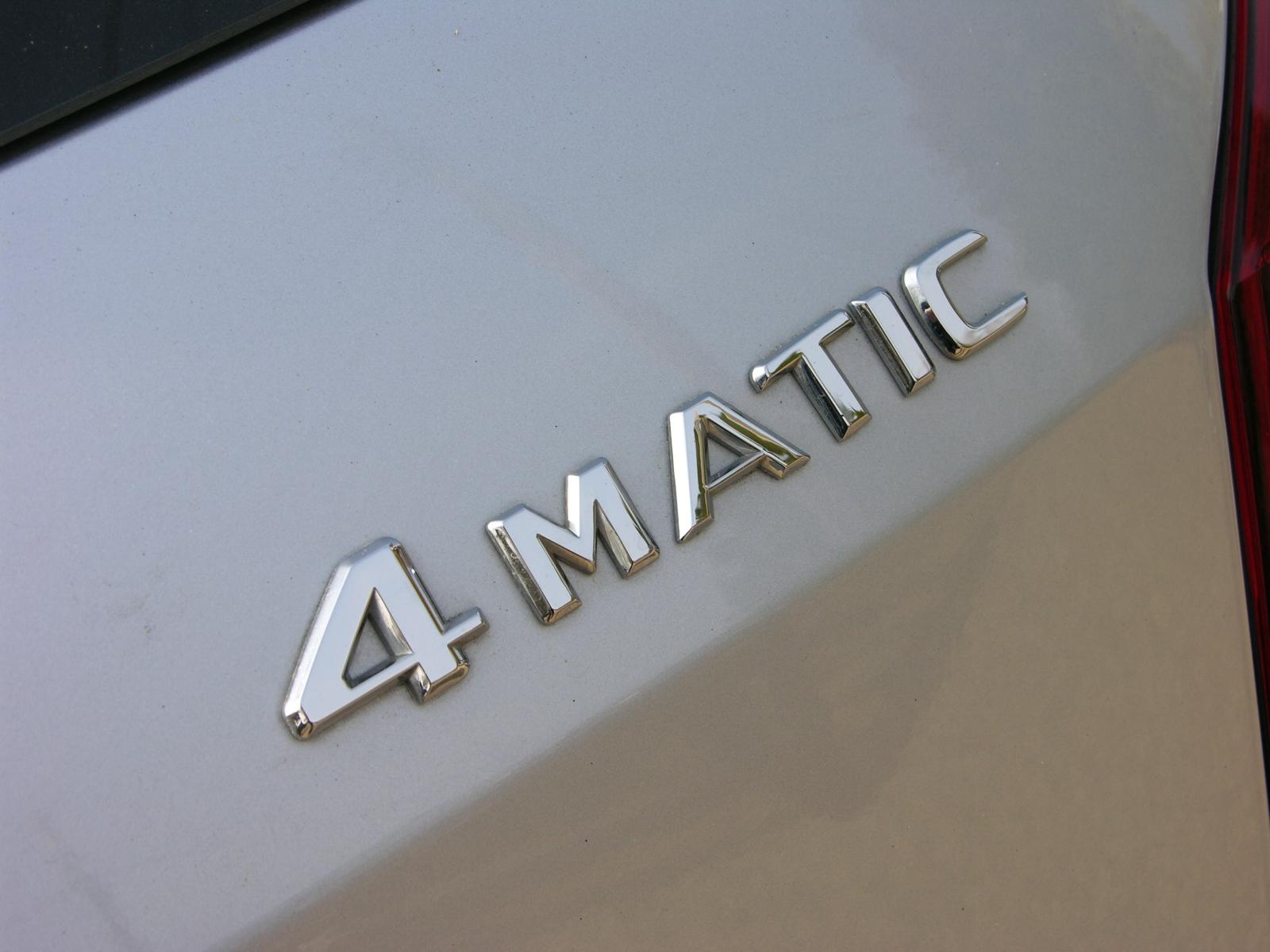
Шильдик на автомобилях Mercedes-Benz с системой 4MATIC

Система полного привода 4MATIC предназначена для придания автомобилю устойчивости на дороге и управляемости в любых ситуациях: во время начала движения, при прохождении поворотов, по заснеженному, обледеневшему или мокрому покрытию дороги, а также во время выполнения буксировки прицепа.
Система постоянного полного привода 4MATIC работает в паре с электронной системой регулирования динамических характеристик автомобиля, состоящей из электронной системы стабилизации ESP и электронной системой управления тяговым усилием 4ETS (англ. 4-wheel Electronic Traction System). Система 4ETS, взаимодействуя с антиблокировочной системой (ABS), антипробуксовочной системой (ASR) и системой контроля скорости при спуске (DSR), оптимально распределяет крутящий момент между всеми четырьмя колёсами, повышая их сцепление с дорогой, рельеф которой постоянно меняется.
Система 4MATIC третьего поколения позволяет подавать крутящий момент одновременно ко всем колёсам со следующим распределением:
- для легковых автомобилей (кроме Mercedes-Benz W221) и кроссоверов — 40:60 (40 % — на передние колёса, 60 % — на задние)[16][17][18];
- для GL[19], ML и R-классов[20] — 50:50;
- для S- и V-классов — 45:55[4];
- для продуктов подразделения Mercedes-AMG (система AMG Performance 4MATIC), таких как E63 AMG, CLS63 AMG (Shooting Brake), S63 AMG (Coupé) — 33:67[4].

Коэффициент трения μ составляет 0,9 на сухой и 0,3 на заснеженной дорогах.
Полный привод 4MATIC третьего поколения состоит из:
- автоматической коробки передач;
- раздаточной коробки;
- карданной передачи на переднюю ось;
- карданной передачи на заднюю ось;
- главной передачи и заднего межколёсного дифференциала;
- главной передачи и переднего межколёсного дифференциала;
- полуоси задних колёс.

Центральным конструктивным элементом системы 4MATIC является раздаточная коробка, которая осуществляет бесступенчатое распределение крутящего момента по осям автомобиля. Раздаточная коробка объединяет сдвоенный планетарный редуктор (выполняет в коробке функцию несимметричного межосевого дифференциала), цилиндрические шестерни, а также приводные валы. Приводной вал соединён с валом планетарного редуктора. Вал привода задней оси вращается от солнечной шестерни большего диаметра. Вал привода передней оси полый, соединён с солнечной шестернёй малого диаметра, с другой стороны с помощью цилиндрических шестерён соединён с карданной передачей передней оси.
4-е поколение 4MATIC использует цилиндрический дифференциал, «подблокированный» неуправляемым двухдисковым фрикционом, который распределяет подводимый крутящий момент между осями в пропорции 45:55 в пользу задних колёс. При разгоне на однородном скользком покрытии фрикцион блокирует межосевой дифференциал, добавляя автомобилю стабильности. В том случае, если разница крутящих моментов между передней и задней осями превышает 50 Н·м, фрикцион пробуксовывает — например, в поворотах. Колёса при этом не шлифуют дорогу — работу по управлению тягой дополняет электронная система 4ETS при помощи рабочих тормозов. Системы ESP, ASR и 4ETS в новой системе откалиброваны таким образом, чтобы принять участие в управлении автомобилем в последнюю минуту, что продлевает доступность максимального количества крутящего момента двигателя. Автомобиль Mercedes-Benz W204 стал вторым в линейке продуктов Mercedes-Benz, кого оснастили компактной трансмиссией 4MATIC четвёртого поколения.
5-е поколение системы полного привода 4MATIC является совершенно новой разработкой на переднеприводной архитектуре с поперечно установленным спереди двигателем. Её основной принцип работы заключается в следующем: система активируется так часто, как это необходимо, и при этом как можно реже. Если условия позволяют автомобилю двигаться исключительно на переднем приводе — так оно и происходит. В ином случае крутящий момент мгновенно перебрасывается на заднюю ось. Когда там в нём пропадает необходимость, например в случае резкого торможения с вмешательством ABS, переброс мощности в обратном направлении происходит так же быстро, за миллисекунды. Система приходит на помощь в случае недостаточной или избыточной поворачиваемости и использует распределение крутящего момента для стабилизации автомобиля — до того как вмешаются ESP и система управления тягой 4ETS.
Отбором мощности на заднюю ось занимается блок PTU (англ. power take-off unit), встроенный в роботизированную коробку передач 7G-DCT с двойным сцеплением. PTU получился очень компактным, и он обладает общей с коробкой системой смазки, за счёт чего была достигнута 25-процентная экономия веса.
В нормальных условиях крутящий момент распределяется между передней и задней осями в пропорциях от 100:0 до 50:50. Так, при ускорении автомобиля с полной нагрузкой на скорости 50 км/ч соотношение изменяется на 60:40, при быстром прохождении поворотов становится 50:50, при потере сцепления с дорогой передних колёс — 10:90, в случае резкого торможения с ABS — 100:0.